# Augustus Paget
Sir Augustus Berkeley Paget (16. dubna 1823 – 11. července 1896) byl britský diplomat. Ve službách ministerstva zahraničí působil padesát let, zastával řadu diplomatických postů v různých evropských zemích, nejdéle byl velvyslancem v Itálii (1867–1883) a v Rakousku-Uhersku (1884–1893).

## Životopis

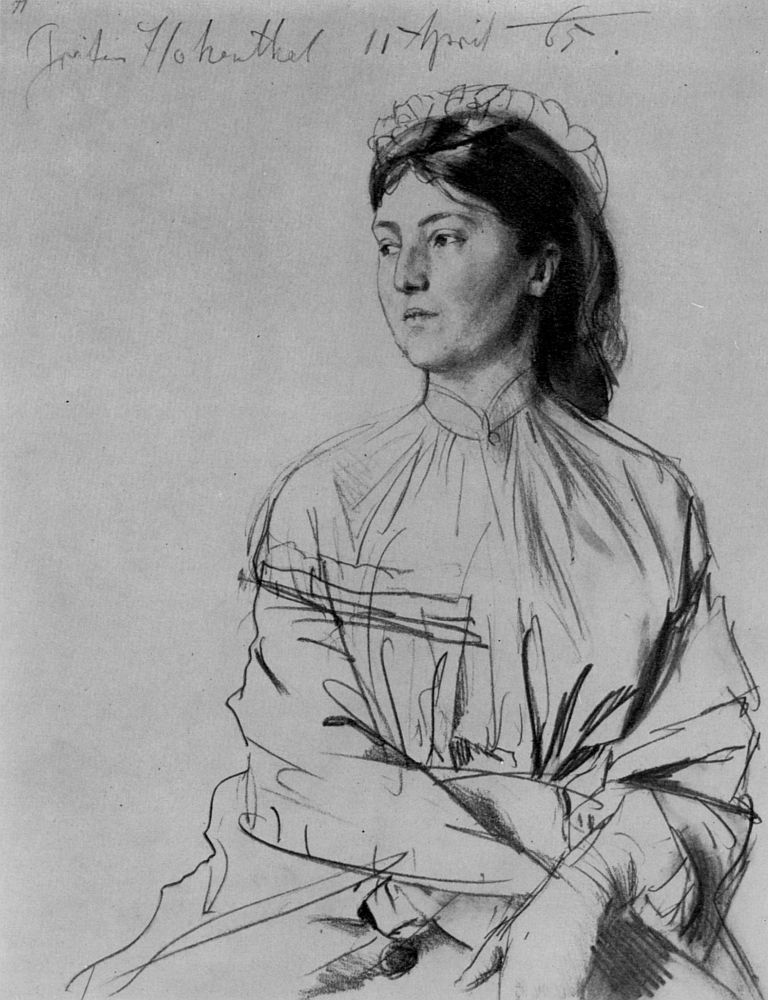
Walburga Paget, rozená hraběnka z Hohenthalu (1839–1929)

Pocházel z významného šlechtického rodu Pagetů, byl synovcem polního maršála a irského místokrále 1. markýze z Anglesey. Narodil se jako nejmladší syn diplomata Sira Arthura Pageta (1771–1840), po matce byl vnukem irského místokrále 10. hraběte z Westmorlandu. Získal soukromě vzdělání a od roku 1840 působil jako úředník, od roku 1841 na ministerstvu zahraničí. Jako atašé působil v Madridu (1843–1846) a v Paříži (1846–1852), v roce 1852 byl krátce vyslaneckým tajemníkem v Athénách a následně generálním konzulem v Egyptě (1852–1853). Po krátkém pobytu v Anglii zastával funkci chargé d'affaires v Haagu, Lisabonu a Berlíně. V letech 1858–1859 byl krátce vyslancem v Drážďanech, důležitější úlohu měl jako vyslanec v Kodani (1859-1866) především v době dánsko-německé války. V roce 1866 krátce pobýval jako mimořádný vyslanec v Portugalsku a v letech 1867–1883 byl dlouholetým diplomatickým zástupcem v Itálii (nejprve jako vyslanec, od roku 1876 s titulem velvyslance). Od roku 1876 byl členem Tajné rady, získal též velkokříž Řádu lázně. Diplomatickou kariéru zakončil jako velvyslanec ve Vídni, kde působil od 1. ledna 1884 do roku 1893, poté odešel do soukromí (vyslancem ve Vídni byl již v době napoleonských válek jeho otec). Otcovu diplomatickou korespondenci uspořádal a vydal tiskem
V roce 1860 se oženil s německou šlechtičnou hraběnkou Walburgou z Hohenthalu (1839–1929), která byla dvorní dámou královny Viktorie. Po ovdovění se uplatnila jako spisovatelka a ve svých knihách zúročila dlouholetý pobyt na zahraničních ambasádách. Z jejich manželství pocházely tři děti. Starší syn Victor Paget (1861–1927) sloužil v armádě a v hodnosti podplukovníka se zúčastnil první světové války, mladší syn Ralph Paget (1864–1940) byl též diplomatem a vyslancem v několika zemích. Dcera Alberta (1863–1944) se provdala za 1. hraběte z Plymouthu.